# Lijst van vlaggen van Rusland
Dit is een lijst van vlaggen van Rusland.

## Nationale vlag
| Vlag | Periode                     | Functie          | Beschrijving                           |
| ---- | --------------------------- | ---------------- | -------------------------------------- |
|      | 1699 - 1917 en 1991 - heden | Vlag van Rusland | Zie het hoofdartikel: Vlag van Rusland |

## Vlaggen van bestuurders
| Vlag | Periode | Functie                          | Beschrijving                                                                        |
| ---- | ------- | -------------------------------- | ----------------------------------------------------------------------------------- |
|      |         | Vlag van de Russische president. | Een standaard in de kleuren van de Russische vlag met daarop het wapen van Rusland. |

## Militaire vlaggen
| Vlag | Periode | Functie                                   | Beschrijving |
| ---- | ------- | ----------------------------------------- | --- |
|      |         | Oorlogsvlag; vlag van de Russische Marine | Blauw andreaskruis op een wit vlak                                                                                   |
|      |         | Geus van de Russische marine              | Wit kruis op rode ondergrond, met daar overheen een wit omrand blauw andreaskruis.                                   |
|      |         | Russische grenswacht                      | Blauw andreaskruis, wit omrand, op een groen vlak.                                                                   |
|      |         | Russische luchtlandingstroepen            | 2 vliegtuigen en een parachute op een blauw vlak met een groene baan in het onderste kwartier.                       |
|      |         | Herinneringsvlag                          | De vlag die in 1945 op de Rijksdag gehesen werd en daarmee de eindoverwinning in de Tweede Wereldoorlog symboliseert |

## Vlaggen van etnische minderheden
| Vlag | Periode      | Functie                      | Beschrijving                                                                              |
| ---- | ------------ | ---------------------------- | ----------------------------------------------------------------------------------------- |
|      | 1986 - heden | Vlag van de Finse minderheid | Een gele vlag met een Scandinavisch blauw kruis, dat in donkergeel of oranje omrand wordt |

## Olympische vlaggen
| Vlag | Periode     | Functie                                       | Beschrijving                                                                       |
| ---- | ----------- | --------------------------------------------- | ---------------------------------------------------------------------------------- |
|      | 2020 - 2022 | Vlag van Russische ploeg (ROC)                | Gebruikt tijdens de Olympische Zomerspelen 2020 en de Olympische Winterspelen 2022 |
|      | 2020        | Vlag van Russische ploeg (ROC)                | Gebruikt tijdens de Paralympische Zomerspelen 2020                                 |
|      | 2024        | Vlag van Individuele Olympische atleten (AIN) | Gebruikt tijdens de Olympische Zomerspelen 2024                                    |